# معكف
المُعَكَّف هو خيط ذو حلقات أو هو القماش الناتج عن نسج تلك الخيوط.